# ランスティングダーラナ
ランスティングダーラナ (Landstinget Dalarna) はダーラナ県の公衆衛生と医療、福祉を主に担当するランスティングである。ランスティング議会(landstingsfullmäktige)の定数は83名。会派は中央の議会に議席を持っている7政党と、地域政党のダーラナ看護・医療党で構成されている。第一党はスウェーデン社会民主労働党で、全議席中33議席を占める。